# Haarlemmerstraat (Amsterdam)
De Haarlemmerstraat is een straat in het centrum van Amsterdam. De straat loopt in het verlengde van de Nieuwendijk in westelijke richting van het Singel tot aan de Korte Prinsengracht. In het verlengde hiervan heet de straat Haarlemmerdijk tot aan het Haarlemmerplein, waarna de straat verdergaat als de Haarlemmerweg.
Voor de stadsuitbreiding van 1593 stond de Haarlemmerpoort ter hoogte van het Singel. Na verplaatsing naar het westen kwam de Spaarndammerdijk binnen de omwalling te liggen en werd het eerste deel de Haarlemmerstraat. De Haarlemmerdijk werd aangelegd tijdens de aanleg van het eerste deel van de Grachtengordel vanaf 1612.
De Haarlemmerstraat is een drukke winkelstraat. Bekende gebouwen aan de Haarlemmerstraat zijn het West-Indisch Huis en de Posthoornkerk. In 2012 werd de combinatie Haarlemmerstraat / Haarlemmerdijk verkozen tot 'leukste winkelstraat van Nederland'.
Tussen 1902 en 1955 reed door deze straat een tram van het Centraal Station naar het Haarlemmerplein en verder naar de Spaarndammerbuurt. Het traject was enkelsporig met wisselplaatsen op de bruggen. Tot 1944 was dit lijn 5, vanaf 1945 lijn 12. In 1955 werd de tram vervangen door een bus die in 1974 echter vanuit de Haarlemmerstraat en Haarlemmerdijk werd verlegd naar de Haarlemmer Houttuinen. In 1975 werd bus 12 opgenomen in bus 22.

## Gebouwen
- Haarlemmerstraat 2
- Haarlemmerstraat 4
- Posthoornkerk
- Haarlemmerstraat 51
- Haarlemmerstraat 60
- Haarlemmerstraat 65-67
- West-Indisch Huis
- Haarlemmerstraat 77
- Haarlemmerstraat 83
- Haarlemmerstraat 87
- Haarlemmerstraat 132-136
- Haarlemmerstraat 141-179
- Haarlemmerstraat 150

## Fotogalerij

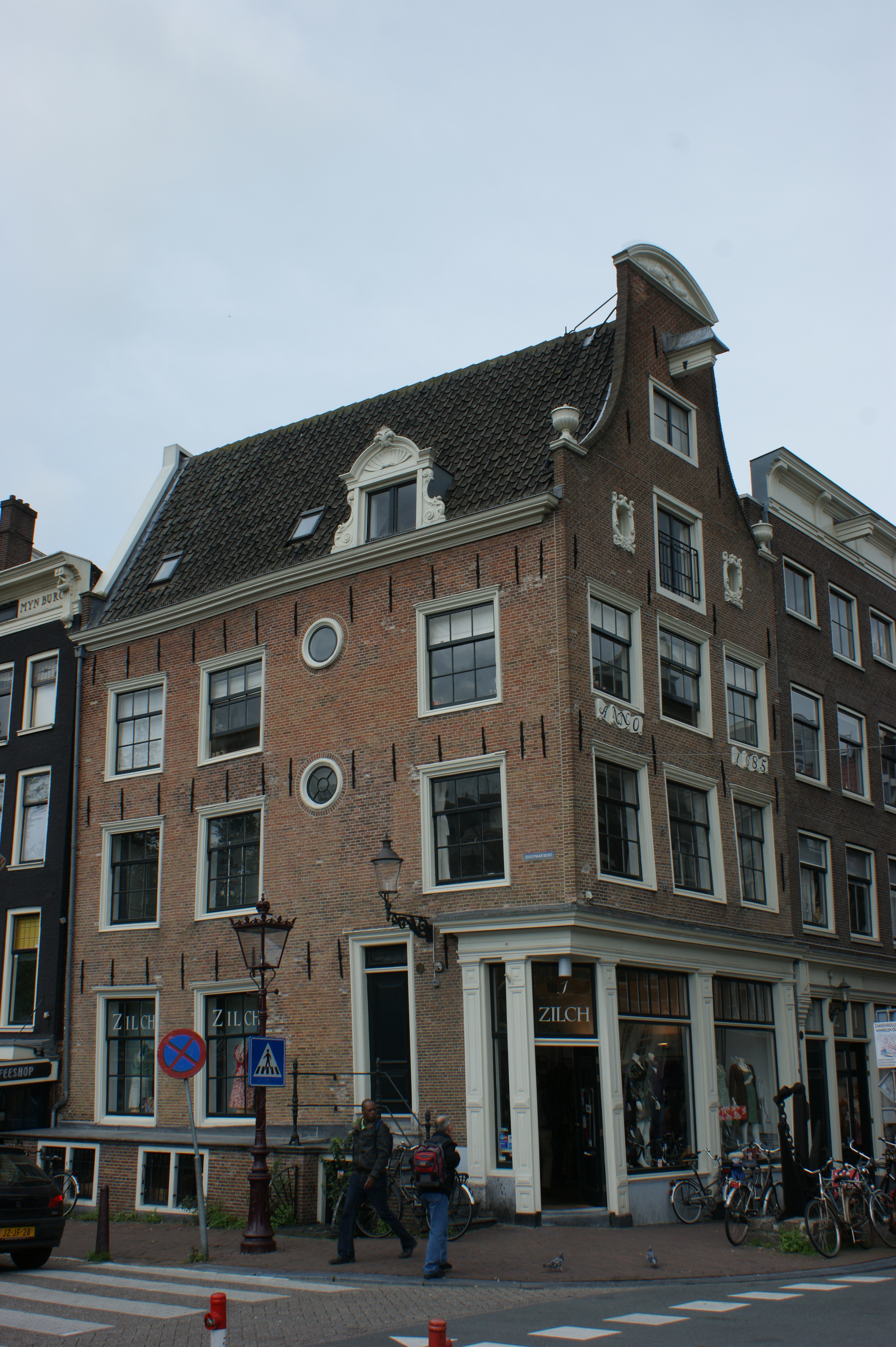
Hoekhuis Haarlemmerstraat 1
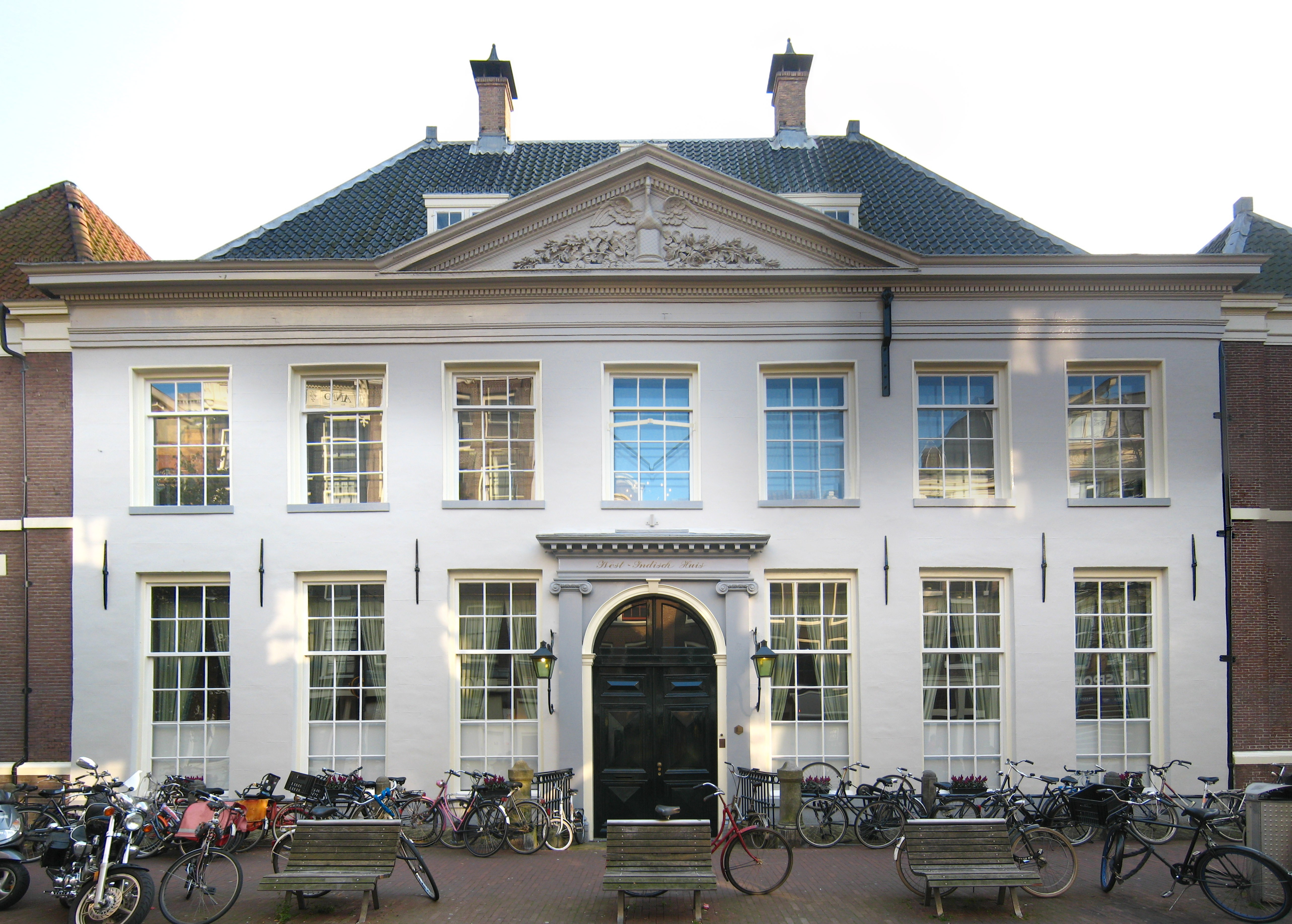
Voorzijde West-Indisch Huis
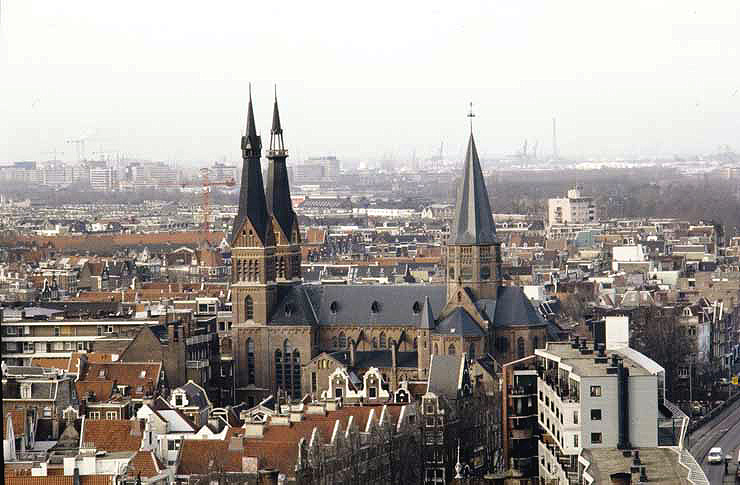
De Posthoornkerk aan de Haarlemmerstraat
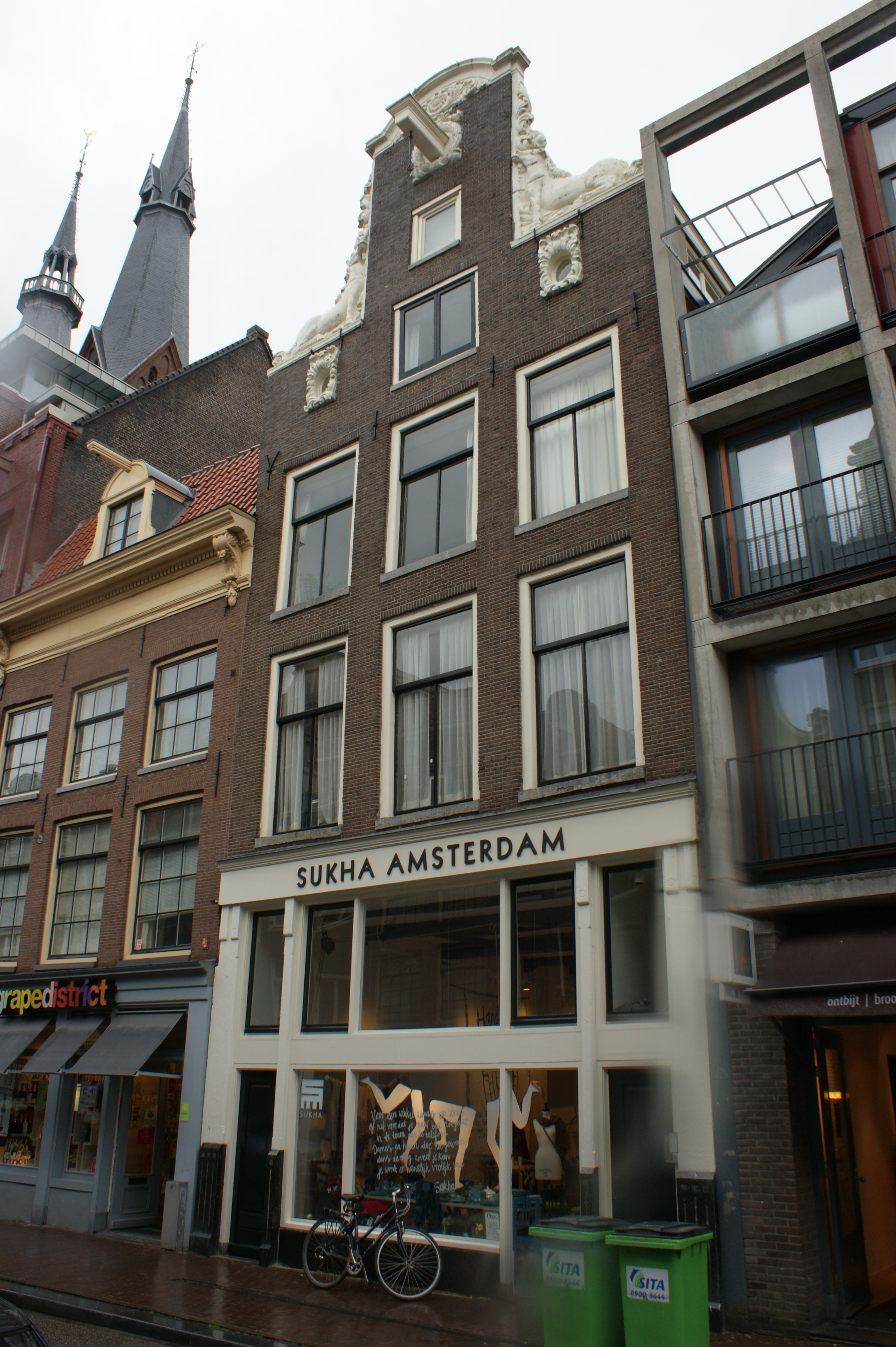
De voormalige apotheek van Albertus Seba, Haarlemmerstraat 110, met twee eenhoorns in de gevel